# فرودگاه ولیکی اوستیوگ
فرودگاه ولیکی اوستیوگ فرودگاهی عمومی واقع در ولیکی اوستیوگ در کشور روسیه است.

## شرکت‌های هواپیمایی و مقصدهای پروازی
| شرکت‌های هواپیمایی     | مقصدهای پروازی |
| --------------------- | -------------- |
| Severstal Air Company | چرپووتس        |